# 2019-es UEFA-szuperkupa
A 2019-es UEFA-szuperkupa volt az UEFA-szuperkupa a 44. kiírása, amelyen az előző szezon Bajnokok Ligája és az Európa-liga győztese mérkőzött meg. A találkozót 2019. augusztus 14-én a 2019-es Bajnokok Ligája győztese, a Liverpool és a 2019-es Európa-liga-győztese, a Chelsea játszotta.
A mérkőzés helyszíne az isztambuli Vodafone Park volt.
Ez volt az első UEFA-szuperkupa-döntő amelyet két angol csapat vívott meg, illetve a nyolcadik, amikor a trófeáért két azonos országot képviselő csapat mérkőzött meg és először vezetett az UEFA égisze alá tartozó kupadöntőt női játékvezető.
Ez volt az első alkalom, hogy a találkozón használták a videóbírót.
A kupát 2–2-es döntetlen után büntetőkkel a Liverpool nyerte, története során negyedszer.
A találkozó legjobbjának a két gólt szerző Sadio Manét választották.

## A résztvevő csapatok
| Csapat    | Kvalifikáció módja                       | A klub ezt megelőző szereplése az UEFA-szuperkupa-döntőkben (dőlt betűvel a győztes évszámok) |
| --------- | ---------------------------------------- | --------------------------------------------------------------------------------------------- |
| Liverpool | A 2019-es Bajnokok Ligája-döntő győztese | 5 (1977, 1978, 1984, 2001, 2005)                                                              |
| Chelsea   | A 2019-es Európa-liga-döntő győztese     | 3 (1998, 2012, 2013)                                                                          |

## A helyszín
Ez volt az első UEFA-szuperkupa-mérkőzés Törökországban, illetve a harmadik európai kupadöntő az országban az Atatürk Olimpiai Stadionban rendezett 2005-ös Bajnokok Ligája-döntő és a Şükrü Saracoğlu Stadionban rendezett 2009-es UEFA-kupa-döntőt követően.
A mérkőzés helyszínéül szolgáló Vodafone Park a Beşiktaş csapatának otthona.

### A helyszín kiválasztása
Az UEFA 2016. december 9-én nyílt pályázatot írt ki, hogy kiválassza a 2019-es évi európai kupák döntőinek helyszíneit (Bajnokok Ligája, Európa-liga, Női Bajnokok Ligája és UEFA-szuperkupa). A pályázó országok szövetségeinek 2017. január 27-ig kellett kifejezniük az érdeklődésüket, az ajánlattételi dokumentációkat 2017. június 6-ig kellett benyújtaniuk.
Az UEFA 2017. február 3-án bejelentette, hogy kilenc pályázat érkezett be a megadott határidőre. 2017. június 7-én megerősítette, hogy hét pályázatot nyújtottak be a 2019-es UEFA-szuperkupa-döntő megrendezésére.
| Ország         | Stadion               | Város     | Befogadóképesség | Megjegyzés                                                                                |
| -------------- | --------------------- | --------- | ---------------- | ----------------------------------------------------------------------------------------- |
| Albánia        | Kombëtare Aréna       | Tirana    | 22,500           |                                                                                           |
| Franciaország  | Municipal Stadion     | Toulouse  | 33,150           |                                                                                           |
| Izrael         | Sammy Ofer Stadion    | Haifa     | 30,870           |                                                                                           |
| Kazahsztán     | Asztana Aréna         | Asztana   | 30,244           | Pályázott a 2019-es női Bajnokok Ligája-döntő megrendezésére is                           |
| Észak-Írország | Windsor Park          | Belfast   | 18,434           |                                                                                           |
| Lengyelország  | Stadion Energa Gdańsk | Gdańsk    | 41,160           | A pályázat anyagában lehetséges helyszínként a varsói Nemzeti Stadion is meg volt jelölve |
| Törökország    | Vodafone Park         | Isztambul | 41,188           | Pályázott a 2019-es Európa-liga-döntő megrendezésére is                                   |

A következő országok szövetségei érdeklődtek a rendezés iránt, de végül nem nyújtottak be ajánlatot:
- Magyarország: Groupama Aréna, Budapest
- Skócia: Hampden Park, Glasgow

A Vodafone Parkot az UEFA Végrehajtó Bizottsága 2017. szeptember 20-án jelölte ki a 2019-es UEFA-szuperkupa-döntő helyszínéül.

## Előzmények
Ez volt az első UEFA-szuperkupa-döntő amelyet két angol csapat vívott meg, egyben a nyolcadik alkalom, amikor a két résztvevő csapat ugyanazt az országot képviselte. Korábban a spanyol csapatok öt alkalommal (2006, 2014, 2015, 2016 és 2018), míg az olasz csapatok kétszer (1990 és 1993) valósították ezt meg. A Liverpool 2005-ös sikere után ez volt az első angol győzelem a kupa történetében.

## A mérkőzés játékvezetői

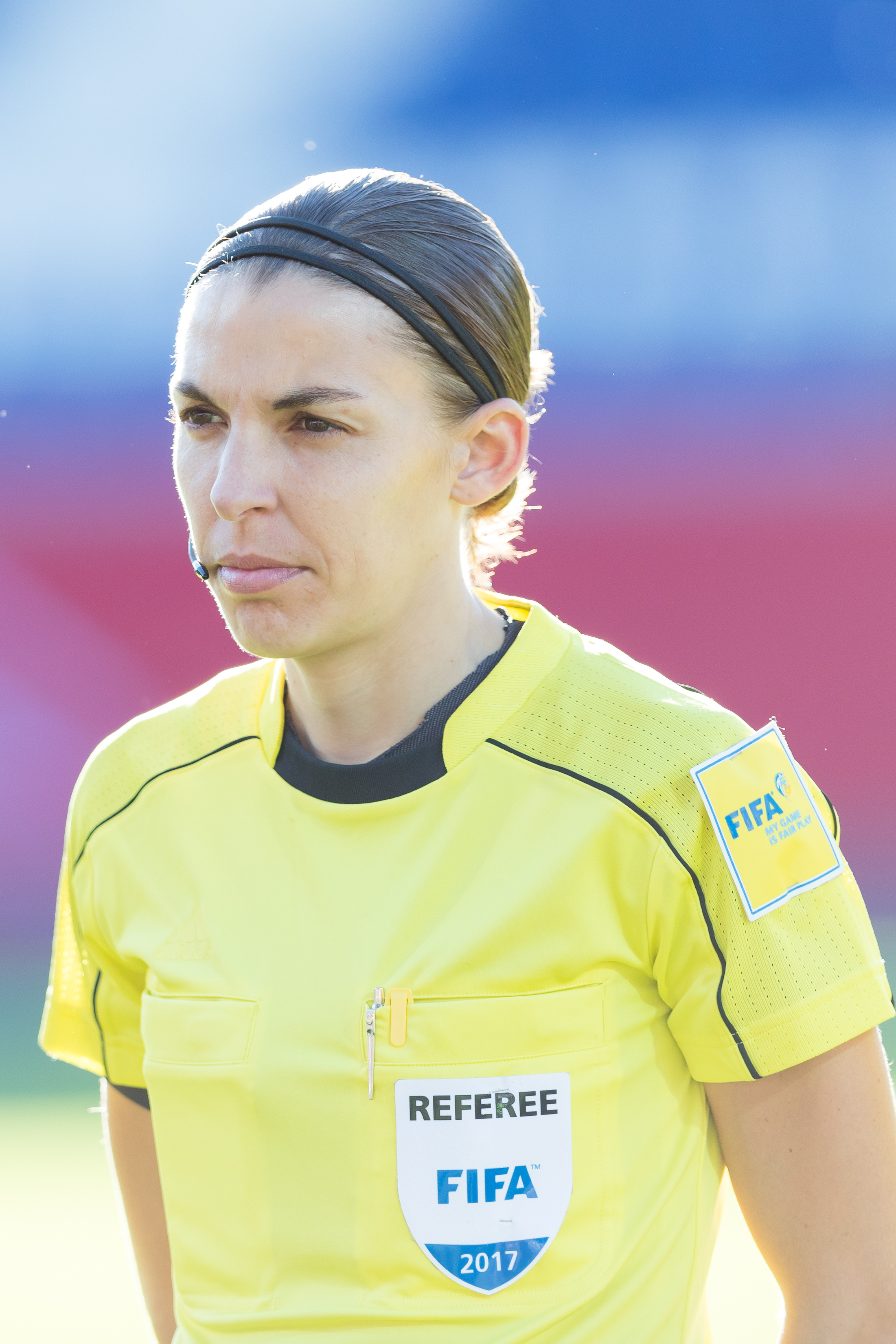
Stéphanie Frappart, a mérkőzés játékvezetője

2019. augusztus 2-án az UEFA a francia Stéphanie Frappartot bízta meg a mérkőzés vezetésével. Ezzel először fordult elő a sportág történetében, hogy az UEFA által felügyelt férfi versenysorozatok egyikében női játékvezető fújta a sípot. Frappart 2009-től működött közre nemzetközi eseményeken. Ő vezette a 2019-es női labdarúgó-világbajnokság döntőjét is, de közreműködött a 2016-os olimpián és a 2017-es női labdarúgó-Európa-bajnokságon is. 2019 áprilisában első nőként vezetett mérkőzést a francia férfi első osztályban. Asszisztensei a mérkőzésen Manuela Nicolosi és Michelle O'Neill voltak, a negyedik játékvezető feladatait pedig a török Cüneyt Çakır látta el. A videóbíró feladatait Clément Turpin látta el, munkáját François Letexier és Massimiliano Irrati segítette.

## A mérkőzés
| 2019. augusztus 14. 20:00 (CEST) |

| Liverpool                                     | 2–2 (h. u.)                 | Chelsea                                |
| --------------------------------------------- | --------------------------- | -------------------------------------- |
| Mané 48' 95'                                  | (0–1, 1–1, 2–2) Jegyzőkönyv | Giroud 36' Jorginho 101' (11-esből)    |
| Büntetőpárbaj                                 |                             |                                        |
| Firmino Fabinho Origi Alexander-Arnold Szaláh | 5–4                         | Jorginho Barkley Mount Emerson Abraham |

| Vodafone Park, Isztambul Játékvezető: Stéphanie Frappart (francia) |

| Liverpool | Chelsea |

| GK           | 13 | Adrián                  |      |      |
| RB           | 12 | Joe Gomez               |      |      |
| CB           | 32 | Joël Matip              |      |      |
| CB           | 4  | Virgil van Dijk         |      |      |
| LB           | 26 | Andrew Robertson        |      | 91'  |
| CM           | 7  | James Milner            |      | 64'  |
| CM           | 3  | Fabinho                 |      |      |
| CM           | 14 | Jordan Henderson (c)    | 85'  |      |
| RF           | 15 | Alex Oxlade-Chamberlain |      | 46'  |
| CF           | 11 | Mohamed Szaláh          |      |      |
| LF           | 10 | Sadio Mané              |      | 103' |
| Cserék:      |    |                         |      |      |
| GK           | 22 | Andy Lonergan           |      |      |
| GK           | 62 | Caoimhín Kelleher       |      |      |
| DF           | 51 | Ki-Jana Hoever          |      |      |
| DF           | 66 | Trent Alexander-Arnold  | 107' | 91'  |
| MF           | 5  | Georginio Wijnaldum     |      | 64'  |
| MF           | 20 | Adam Lallana            |      |      |
| MF           | 23 | Xherdan Shaqiri         |      |      |
| MF           | 67 | Harvey Elliott          |      |      |
| FW           | 9  | Roberto Firmino         |      | 46'  |
| FW           | 24 | Rhian Brewster          |      |      |
| FW           | 27 | Divock Origi            |      | 103' |
| Menedzser:   |    |                         |      |      |
| Jürgen Klopp |    |                         |      |      |

| GK            | 1  | Kepa Arrizabalaga     |     |      |
| RB            | 28 | César Azpilicueta (c) | 79' |      |
| CB            | 15 | Kurt Zouma            |     |      |
| CB            | 4  | Andreas Christensen   |     | 85'  |
| LB            | 33 | Emerson Palmieri      |     |      |
| CM            | 5  | Jorginho              |     |      |
| CM            | 7  | N’Golo Kanté          |     |      |
| CM            | 17 | Mateo Kovačić         |     | 101' |
| RF            | 22 | Christian Pulisic     |     | 74'  |
| CF            | 18 | Olivier Giroud        |     | 74'  |
| LF            | 11 | Pedro                 |     |      |
| Cserék:       |    |                       |     |      |
| GK            | 13 | Wilfredo Caballero    |     |      |
| DF            | 2  | Antonio Rüdiger       |     |      |
| DF            | 3  | Marcos Alonso         |     |      |
| DF            | 21 | Davide Zappacosta     |     |      |
| DF            | 29 | Fikayo Tomori         |     | 85'  |
| MF            | 8  | Ross Barkley          |     | 101' |
| MF            | 19 | Mason Mount           |     | 74'  |
| MF            | 47 | Billy Gilmour         |     |      |
| FW            | 9  | Tammy Abraham         |     | 74'  |
| FW            | 10 | Willian               |     |      |
| FW            | 16 | Kenedy                |     |      |
| FW            | 23 | Michy Batshuayi       |     |      |
| Menedzser:    |    |                       |     |      |
| Frank Lampard |    |                       |     |      |

| A mérkőzés legjobbja: Sadio Mané (Liverpool) |

Asszisztensek:

Manuela Nicolosi (francia)

Michelle O'Neill (ír)

Negyedik játékvezető:

Cüneyt Çakır (török)

Videóbíró:

Clément Turpin (francia)

Videóbíró asszisztens:

François Letexier (francia)

Massimiliano Irrati (olasz)

VAR, leshelyzetek ellenőrzése:

Mark Borsch (német)
Szabályok
- 90 perc játékidő
- 30 perc hosszabbítás döntetlen esetén
- Ha ezt követően sincs döntés, büntetőrúgások következnek
- Maximum tizenkét cserejátékos nevezhető
- Maximum három cserelehetőség, hosszabbítás esetén plusz egy cserejátékos bevethető